# Oleksandr Skljar
Oleksandr Serhijovyč Skljar (in ucraino Олександр Сергійович Скляр?; Charkiv, 26 febbraio 1991) è un calciatore ucraino, centrocampista del Vorskla.

## Caratteristiche tecniche
È un mediano.

## Carriera
Cresciuto nel settore giovanile del Charkiv, ha esordito in prima squadra il 10 maggio 2009 in occasione del match di campionato perso 3-0 contro il Šachtar.